# Palm Springs (Florida)
Palm Springs è un comune degli Stati Uniti d'America situato nella parte centrale della Contea di Palm Beach dello stato della Florida.
Secondo le previsioni del 2011, la città ha una popolazione di 11.699 abitanti su una superficie di 4,3 km².